# Naplavina
Naplavina (tudi aluvij, iz latinskega alluvius oz. alluere, »umivati se«) je rahla glina, mulj, pesek ali prod, ki ga je tekoča voda odložila v strugi potoka, na poplavni ravnici, v aluvialnem stožcu, na plaži ali na podobnih lokacijah. Aluvij se včasih imenuje tudi aluvialni nanos. Naplavnina je geološko mlada in ni utrjena v trdno kamnino. Usedline oz. sedimenti, odloženi pod vodo, v morjih, estuarijih, jezerih ali ribnikih, niso opredeljeni kot naplavine.
Poplavni aluvij je lahko zelo rodoviten in je podpiral nekatere najzgodnejše človeške civilizacije.

## Definicije
Trenutno znanstveno soglasje je, da se »naplavine« nanašajo na usedline vseh vrst, ki jih odlaga tekoča voda na poplavnih ravnicah ali v aluvialnih stožcih in sorodnih reliefnih oblikah. Pomen se je, odkar je bil prvič opredeljen v francoskem slovarju Antoina Furetièra, posthumno objavljenem leta 1690, precej spreminjal in razlikoval. Na podlagi pojmov iz rimskega prava je Furetière aluvion (francoski izraz za aluvij) opredelil kot novo zemljišče, ki je nastalo z odlaganjem sedimentov ob rekah in morjih. Z 19. stoletjem je izraz pričel pomeniti nedavne usedline, ki so jih odložile reke na starejšem in značajsko podobnemu diluviju, ki so bile podobne, vendar razložene kot usedline Noetove poplave. Ko so geologi zavrnili koncept prvobitnega svetovnega potopa, ga je nadomestil izraz »starejši aluvij«. Istočasno so z izrazom naplavine začeli označevati vse sedimentne usedline. Opredelitev se je postopoma razširila na usedline v estuarijih in na obalah ter mlade kamnine tako morskega kot rečnega izvora.
Aluvij in diluvij sta bila v poznem 19. stoletju združena kot koluvij. »Koluvij« zdaj na splošno razumemo kot sedimente, ki nastanejo zaradi gravitacijskega transporta na strmih pobočjih, medtem ko se je definicija »naplavin« spremenila nazaj na poudarek na rečne sedimente. Še vedno obstajajo nesoglasja glede tega, katere druge usedline je treba vključiti pod izraz »naplavine«.

## Starost
Večina naplavin je kvartarne starosti in se pogosto imenuje »pokrov«, ker ti sedimenti zakrijejo osnovno kamnino. Večina sedimentnega materiala, ki zapolnjuje nelitificirani sedimentni bazen, se običajno združijo v »aluvialne naplavnine«. 